# 내 어깨 위 고양이, 밥
《내 어깨 위 고양이, 밥》은 2016년에 개봉한 영국의 영화이다. 후속작은 2020년 개봉한 내 어깨 위 고양이, 밥 2이다.

## 시놉시스
무명에 마약 중독자인 제임스는 버스킹 공연으로 하루하루를 근근히 먹고 살아간다. 희망도 꿈도 미래도 불투명한 순간, 그는 길거리에서 상처입은 고양이 밥을 만나고 전재산을 들여 치료해준다.
가족이 된 밥과 제임스, 둘은 같이 버스킹 공연을 열고 폭발적인 관심과 주목을 받게 되는데...
특별한 인연이 만들어준 제임스의 특별해진 인생 이야기! 내 어깨 위 고양이, 밥

## 캐스팅
- 루크 트레더웨이 : 제임스 보웬 역
- 밥 : 자기 역
- 루타 게드민타스 : 베티 역
- 조앤 프로갯 : 벨 역
- 안소니 헤드 : 나이젤 보웬 역
- 대런 에반스 : 바즈 역
- 베스 고다드 : 힐러리 역
- 토니 제이야워드너 : 토니 역
- 르웰라 지데온
- 아크바르 쿠르다 : 약사 역
- 니나 와디야 : 버스 안내원 역
- 로지 에데 : 고양이 애호가 역

## 같이 보기
- 내 어깨 위 고양이, 밥 2